# Гленвілл (Західна Вірджинія)
Гленвілл (англ. Glenville) — місто (англ. town) в США, в окрузі Ґілмер штату Західна Вірджинія. Населення — 1129 осіб (2020).

## Географія
Гленвілл розташований за координатами 38°56′25″ пн. ш. 80°50′0″ зх. д. / 38.94028° пн. ш. 80.83333° зх. д. (38.940302, -80.833436).  За даними Бюро перепису населення США в 2010 році місто мало площу 2,68 км², з яких 2,58 км² — суходіл та 0,10 км² — водойми.

## Демографія
Згідно з переписом 2010 року, у місті мешкало 1537 осіб у 540 домогосподарствах у складі 250 родин. Густота населення становила 574 особи/км².  Було 624 помешкання (233/км²).
Расовий склад населення:
| - 90,0 % — білих - 6,3 % — чорних або афроамериканців - 0,5 % — вихідців з тихоокеанських островів - 0,3 % — корінних американців - 0,3 % — азіатів |

До двох чи більше рас належало 2,1 %. Частка іспаномовних становила 2,1 % від усіх жителів.
За віковим діапазоном населення розподілялося таким чином: 14,1 % — особи молодші 18 років, 74,4 % — особи у віці 18—64 років, 11,5 % — особи у віці 65 років та старші. Медіана віку мешканця становила 24,0 року. На 100 осіб жіночої статі у місті припадало 112,6 чоловіків;  на 100 жінок у віці від 18 років та старших — 112,0 чоловіків також старших 18 років.
Середній дохід на одне домашнє господарство  становив 44 625 доларів США (медіана — 30 474), а середній дохід на одну сім'ю — 47 240 доларів (медіана — 38 750). Медіана доходів становила 31 250 доларів для чоловіків та 21 856 доларів для жінок. За межею бідності перебувало 49,0 % осіб, у тому числі 54,8 % дітей у віці до 18 років та 12,4 % осіб у віці 65 років та старших.
Цивільне працевлаштоване населення становило 828 осіб. Основні галузі зайнятості: освіта, охорона здоров'я та соціальна допомога — 38,3 %, мистецтво, розваги та відпочинок — 19,8 %, роздрібна торгівля — 11,7 %, публічна адміністрація — 8,0 %.